# 博日达尔·斯塔尼希奇
博日达尔·斯塔尼希奇（羅馬化：Božidar Stanišić，1936年10月21日—2014年1月3日），黑山男子水球运动员。他曾代表南斯拉夫国家队参加1960年和1964年夏季奥林匹克运动会水球比赛，其中1964年奥运会获得一枚银牌。